# Bierbaum am Auersbach
Bierbaum am Auersbach är en ort i  kommunen Sankt Peter am Ottersbach i Österrike. Den ligger i distriktet Südoststeiermark i förbundslandet Steiermark.
Bierbaum am Auersbach var tidigare en självständig kommun, men blev den 1 januari 2015 en del av kommunen Sankt Peter am Ottersbach. 